# Mel Jersey
Mel Jersey (* 1. Oktober 1943 als Eberhard Karl Alfons Jupe in Falkenau, Landkreis Grottkau, Oberschlesien) ist ein Schlagersänger, Komponist, Texter und Produzent. Mel Jersey ist seit November 1969 verheiratet mit Judith Kristina Barbara Jupe (Geburtsname: Lafin) (* 1952). Die beiden haben zwei Töchter und bilden das Duo Judith und Mel.

## Leben
Mel Jersey trat ab Anfang der 1970er Jahre als Schlagersänger in Erscheinung. Damals schrieb Peter Orloff die Lieder für ihn. Er hatte einige Hits, zum Beispiel Lisa (Immer für Dich), Lady of Love, Ich sitz’ zwischen zwei Stühlen, Spiel nicht das Lied, Dreh’ dich um und sag’ Goodbye, -Malayka, Königin der Nacht sowie mehrere Auftritte in Rundfunk und Fernsehen. 1980 und 1982 war er als Sänger, Komponist und Texter zweimal bei der deutschen Vorentscheidung zum Eurovision Song Contest dabei und belegte 1982 beim Sieg von Nicole den siebten Platz.
Einen durchgreifenden Erfolg als Sänger konnte er zunächst nicht erzielen. Er schrieb jedoch Schlager für andere Interpreten, darunter für Roy Black, Lena Valaitis, Florian Silbereisen, Mara Kayser, Stefan Mross, Margitta und ihre Töchter (die ersten beiden Langspiel-CDs komplett), Eberhard Hertel, Dennie Christian und Alpentrio Tirol. Seit Mitte der 1980er-Jahre trat er mit seiner Ehefrau Judith zunächst als Heimatduo Judith & Mel, später nur noch als Judith und Mel auf. Das Repertoire wechselte dabei vom Schlager zur volkstümlichen Musik. Mel Jersey produzierte auch andere Künstler, zum Beispiel Margitta und ihre Töchter, Dennie Christian, Lena Valaitis und Rudy Giovannini.
Bevor er seinen Lebensunterhalt vollständig mit Musik bestreiten konnte, arbeitete er als Werkzeugmacher bei Volkswagen in Hannover.

## Titel (Auswahl)
- 1976: Königin der Nacht
- 1976: Dreh’ dich um und sag’ Goodbye
- 1976: Sierra Madre
- 1977: Spiel nicht das Lied
- 1978: Malaika
- 1980: Ich sitz’ zwischen zwei Stühlen
- 1981: Warum will die Welt nur Sieger seh’n
- 1982: Schenk’ mir eine Nacht
- 1982: Teenage Dream
- 1984: Ich bin kein Engel
- 1985: Nikita
- 1985: Engel der Nacht
- 1987: Lisa (Immer für Dich)
- 1988: Lady of Love